# الخراب (الجوف)

تعديل مصدري - تعديل

الخراب هي مدينة ومركز مديرية خراب المراشي بمحافظة الجوف اليمنية، بلغ تعداد سكانها 3608 نسمة حسب الإحصاء الذي أجري عام 2004.